# Pietro Zoppas
Pietro Zoppas   (Scomigo, 27 d'abril de 1934 - Scomigo, 17 de juny de 2020) fou un ciclista italià que fou professional entre 1960 i 1966. En el seu palmarès destaca una etapa al Giro d'Itàlia de 1964.

## Palmarès
- 1956
  - 1r al Gran Premi de la Indústria i el Comerç de San Vendemiano
- 1957
  - 1r a La Popolarissima
- 1964
  - Vencedor d'una etapa al Giro d'Itàlia

### Resultats al Giro d'Itàlia
- 1960. Abandona
- 1964. Abandona